# 多科洛區
多科洛區是非洲中部國家烏干達的111個區之一，由北部區負責管轄，首府是多科洛，距離利拉約58公里，主要的經濟產業有自給農業、畜牧業和捕魚業，2010年人口估計為166,000。

## 外部連結
- Dokolo District Information Portal

01°55′N 33°10′E / 1.917°N 33.167°E